# Parrocchia anglicana delle Isole Falkland

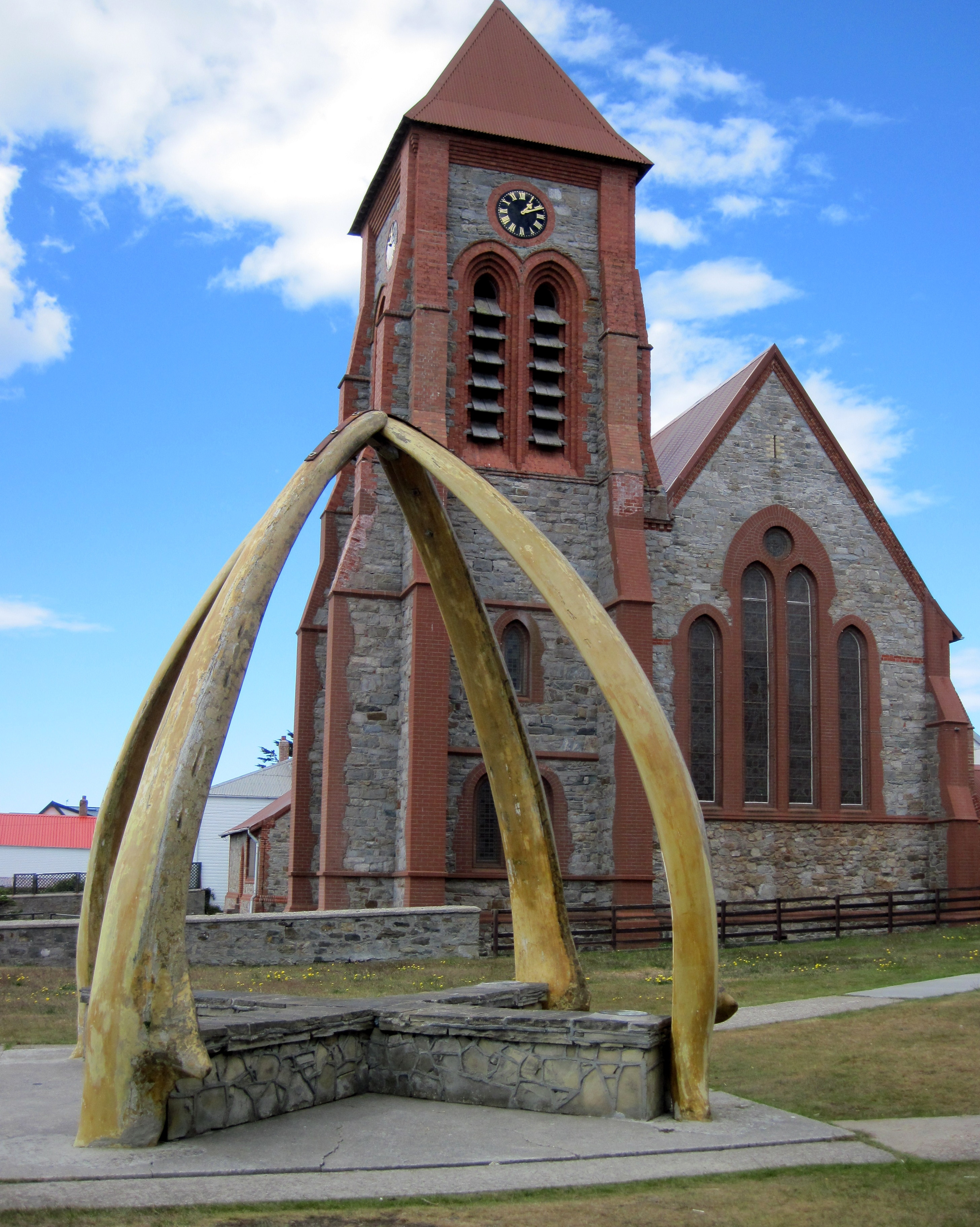
Cattedrale di Cristo, Stanley

La parrocchia anglicana delle isole Falkland, già "diocesi anglicana delle Isole Falkland", è una chiesa extra-provinciale nella comunione anglicana presso le Isole Falkland guidata dal "vescovo per le Isole Falkland" (in inglese:"Bishop for the Falkland Islands"), che ricopre l'incarico in vece dell'arcivescovo di Canterbury, da cui dipende direttamente la giurisdizione sulle isole. Chiesa madre è la cattedrale di Cristo, a Stanley.

## Storia
Fino al XX secolo il vescovo delle isole Falkland aveva l'autorità episcopale su tutta l'America del Sud, fino a quando nel 1974 tale ruolo è stato conferito al vescovo di Buenos Aires. Nel 1977 è stata abolita l'autorità episcopale argentina per le isole Falkland. Contestualmente la giurisdizione ecclesiastica sulle isole è stata affidata direttamente all'arcivescovo di Canterbury, che da allora assume anche il titolo di vescovo delle isole Falkland ed è rappresentato presso la capitale Stanley da un vicario o da un vescovo.